# Biareża (przystanek kolejowy)
Biareża (biał. Бярэжа; ros. Бережа) – przystanek kolejowy w miejscowości Biareża, w rejonie dzierżyńskim, w obwodzie mińskim, na Białorusi. Leży na linii Moskwa - Mińsk - Brześć.